# ポールリードスミス・カスタム
カスタム（Custom）は、ポール・リード・スミス(PRS)が製造・販売を行うエレクトリックギター。24フレットモデルの「カスタム24」は同社の設立当初（1985年）から販売されている主力機種で、現在は3種類のモデルがラインナップされている。

## モデル
※以下は全てカタログ上に記載されている情報であるため、プライベート・ストックなどのオーダーメイドや例外などはその限りではない。
二大エレクトリックギターのギブソン・レスポールとフェンダー・ストラトキャスターそれぞれの長所を組み合わせたような設計になっている。ほとんどのパーツは独自開発の自社製造であり、PRSトレモロとロッキングチューナーでチューニングが正確で狂いにくくなっている。両モデルはピックアップ、フレット数以外は基本的に同じであるが、ネックのスケールは変わらないため、ピックアップの配置も異なり、ピックアップもそれぞれ違うものが搭載されているため、音色は異なっている。
- 全てにおける特徴
  - メイプル・トップ/マホガニーバック
  - PRSトレモロブリッジ - シンクロナイズド・トレモロを改良して、PRS独自で開発されたトレモロ・ユニット。PRS社が特許を申請している。
  - ロッキング・チューナー - ペグにキャップが搭載されており、ロック式ナットのように弦を締めて固定する。PRS社が特許を申請している。
  - セットネック。スケールは25インチであり、これはレスポール（24.75インチのミディアムスケール）とストラトキャスター（25.5インチのロングスケール）のスケールの中間になっている。
  - 2010年製造分までのモデルはピックアップ・セレクター - 5ポジション・ロータリーと3-Wayトグル+コイルタップのいずれかを選択可能。
  - 2011年製造分からは5ポジション・ブレードスイッチ仕様になる。
  - バードインレイ - 鳥のシルエットを象ったポジションマーク。
  - 周年記念モデルのバードインレイ - 鳥のシルエットを象ったポジションマークはレギュラーラインのものとは異なる。
  - ピックアップは（一部を除き）同社独自開発のハムバッキング・ピックアップを搭載。

Custom 24
1985年発表。シリーズ中のハイエンドモデル。24フレット。ピックアップは2010年製造分まではHFSトレブルピックアップとヴィンテージ・ベースハムバッカー、2011年製造分からは59/09ピックアップを2基搭載している。2015年製造分からは85/15ピックアップを2基搭載している。
Custom 22
1991年発表の22フレットモデル。ピックアップはドラゴンII・ハムバッカーを2基搭載しており、カスタム24とは異なる音色を出す。P-90タイプのピックアップを搭載したモデルは、セイモア・ダンカン製のものを使用。このモデルに関してはトレモロとストップ・テールピースの2種類が選択可能となる。なお、2009年に一度生産を終了したが、2013年にカタログへ復帰した。2013年以降のピックアップは57/08ピックアップを搭載している。
Custom 22/12
2004年発表。22フレット。リンディ・フレーリン製のシングル・コイルを2基のハムバッカーの間（H-S-H構成）に搭載した12弦ギター。

## 派生
CE（Classic Electric）
カスタムのボルト・オン・ネックモデル（2009年に生産終了）。22/24フレット。PRS全体のローエンドモデルであるSEとは違い、あくまで「カスタムの廉価版」であることから、カスタムと同じくアメリカの工場で製造が行われていた。カスタムとの違いとしては使用木材（ボディーにアルダーを使用したもの、ネックにメイプルなど様々である）、バードインレイの有無など（但し、バードインレイのついているものもある）。ピックアップはカスタムと同仕様のものを搭載している。
Standard
1985年発表のオールマホガニーボディモデル。22/24フレット。当初は会社名の略称と同じ「PRS」という名前だったが、1987年に現在の名称になった。サテン・ニトロ・フィニッシュという塗装を施したモデル（Standard Satin）も存在する。
Sunburst 22
カスタム22をベースとした機種。塗装が薄い。1957/2008ピックアップを搭載している。
22 Semi-Hollow
セミホロー仕様のCustom 22。トレモロを搭載している。
SE Custom
ローエンドモデル・SEのカスタム仕様。韓国製。
これら以外に過去、カスタムをベースとしたモデルが発売されている。